# Kristen Skjeldal
Kristen Skjeldal (Voss, 27 mei 1967) is een Noors langlaufer.

## Carrière
Skjeldal won tijdens de Olympische Winterspelen 1992 de gouden medaille op de estafette. Tien jaar later tijdens Skjeldal zijn derde olympische optreden in het Amerikaanse Salt Lake City won Skjeldal de gouden medaille op de estafette en de bronzen medaille op de 30 kilometer. Skjeldal nam zevenmaal deel aan de wereldkampioenschappen waarbij een zevende plaats zijn beste prestatie was, Skjeldal was nooit onderdeel van de Noorse estafetteploeg tijdens de wereldkampioenschappen.

## Resultaten

### Olympische Winterspelen
| Jaar | Plaats         | Resultaten                                                  |
| ---- | -------------- | ----------------------------------------------------------- |
| 1992 | Albertville    | 38e 10 km klassiek · 20e 50 km klassiek · 4x10 km estafette |
| 1994 | Lillehammer    | 18e 30 km vrij                                              |
| 2002 | Salt Lake City | 30 km vrij · 22e achtervolging · 4x10 km estafette          |

### Wereldkampioenschappen langlaufen
| Jaar | Plaats              | Resultaten                           |
| ---- | ------------------- | ------------------------------------ |
| 1991 | Val di Fiemme       | 7e 15 km klassiek                    |
| 1995 | Thunder Bay         | 26e 10 km klassiek 18e achtervolging |
| 1997 | Trondheim           | 8e 30 km vrij                        |
| 1999 | Ramsau am Dachstein | 14e 30 km vrij 6e 50 km klassiek     |
| 2001 | Lahti               | 10e achtervolging 10e 50 km vrij     |
| 2003 | Val di Fiemme       | 22e achtervolging 24e 50 km vrij     |
| 2005 | Oberstdorf          | 7e achtervolging 7e 50 km klassiek   |

### Marathons
Overige marathonzeges
| Nr. | Datum         | Plaats         | Marathon     | Onderdeel                      |
| --- | ------------- | -------------- | ------------ | ------------------------------ |
| 1.  | april 1990    | Finse–Ustaoset | Skarverennet | 37 km vrije stijl (massastart) |
| 2.  | april 1991    | Finse–Ustaoset | Skarverennet | 37 km vrije stijl (massastart) |
| 3.  | 24 april 2004 | Finse–Ustaoset | Skarverennet | 37 km vrije stijl (massastart) |